# Berkeley
 For alternative betydninger, se Berkeley (flertydig). (Se også artikler, som begynder med Berkeley)
Berkeley er en amerikansk by i delstaten Californien ved San Francisco-bugten i den nordlige del af staten. Syd for byen ligger Oakland. Den vestlige del af Berkeley afgrænses af Tilden Regional Park. Berkeley ligger i amtet Alameda County.
Byen har 124.321 (2020) indbyggere. UC Berkeley er hjemsted for den ældste campus tilknyttet University of California, som er Californiens førende offentlige universitetsstruktur med 10 campusser og mere end 190.000 studerende. Universitetet blev oprettet i 1868, og meget af Berkeleys økonomi, status og omdømme hænger sammen med denne institution. 
Både byen og institutionen har længe været kendt som et sted, hvor politisk aktivitet og radikale sociale ideer blomstrede. The Free Speech Movement begyndte på campussen på universitetet. Bevægelsen krævede ytringsfrihed også på universitetets område. 
Berkeley har et grundstof opkaldt efter sig, Berkelium.

## Personer fra Berkeley
- Philip K. Dick († 1982), forfatter, voksede op i Berkeley
- Ursula Le Guin, forfatter († 2018)
- Don Walsh (1931-), oceanograf
- John Fogerty (1945-), sanger
- Joshua Redman (1969-), saxofonist